# Kammari
Kammari (arab. قماري) – wieś w Syrii, w muhafazie Aleppo. W 2004 roku liczyła 485 mieszkańców.